# Daphnella
Daphnella es un género de gasterópodos perteneciente la familia Turridae.

## Especies
| Subgênero Daphnella (Surculina) Dall, 1908 - Daphnella alfredensis Bartsch, 1915 - Daphnella allemani (Bartsch, 1931) - Daphnella amphipsila Suter, 1908 - Daphnella angulata Habe & Masuda, 1990 - Daphnella annulata Thiele, 1925 - Daphnella antillana Espinosa & Fernández-Garcés, 1990 - Daphnella arafurensis (Smith Y. A., 1884) - Daphnella arcta (Smith Y. A., 1884) - Daphnella aspersa (Gould, 1860) - Daphnella atractoides Hervier, 1897 - Daphnella aulacoessa (Watson, 1881) - Daphnella aureola (Reeve, 1845) - Daphnella axis (Reeve, 1846) - Daphnella bartschi Dall, 1919 - Daphnella boholensis (Reeve, 1843) - Daphnella butleri (Smith Y. A., 1882) - Daphnella canaliculata Ardovini, 2009 - Daphnella cancellata Hutton, 1878 - Daphnella celebensis Schepman, 1913 - Daphnella cheverti Hedley, 1922 - Daphnella chrysoleuca (Melvill, 1923) - Daphnella cladara Sysoev & Bouchet, 2001 - Daphnella clathrata Gabb, 1865 - Daphnella compsa (Watson, 1881) - Daphnella corbicula (Dall, 1889) - Daphnella corbula Thiele, 1925 - Daphnella crebriplicata (Reeve, 1846) - Daphnella cubana Espinosa & Fernández-Garcés, 1990 - Daphnella cymatodes Hervier, 1897 - Daphnella dea Melvill, 1904 - Daphnella delicata Reeve - Daphnella dentata (Souverbie, 1870) - Daphnella dentatum (Souverbie, 1869) - Daphnella dilecta Sarasúa, 1992 - Daphnella diluta Sowerby III, 1896 - Daphnella elata (Dall, 1889) - Daphnella elata Sowerby III, 1893 - Daphnella elegantissima Espinosa & Fernández Garces, 1990 - Daphnella epicharta Melvill & Standen, 1903 - Daphnella eugrammata Dall, 1902 - Daphnella euphrosyne Melvill & Standen, 1903 - Daphnella evergestis Melvill & Standen, 1901 - Daphnella flammea (Hinds, 1843) - Daphnella gemmulifera McLean & Poorman, 1971 - Daphnella grundifera (Dall, 1927) - Daphnella harrisoni (Tenison-Woods, 1878) - Daphnella hayesi Nowell-Usticke, 1959 - Daphnella hedya Melvill & Standen, 1903 - Daphnella hyalina (Reeve, 1845) | - Daphnella ichthyandri Sysoev & Ivanov, 1985 - Daphnella intercedens (Melvill, 1923) - Daphnella interrupta Pease, 1860 - Daphnella itonis Sysoev & Bouchet, 2001 - Daphnella jucunda Thiele, 1925 - Daphnella letourneuxiana (Crosse & Fischer, 1865) - Daphnella leucophlegma (Dall, 1881) - Daphnella levicallis Poorman, L., 1983 - Daphnella lirata (Reeve, 1845) - Daphnella louisae Jong & Coomans, 1988 - Daphnella lymneiformis (Kiener, 1840) - Daphnella lyonsi Espinosa & Fernandez Garces, 1990 - Daphnella margaretae Lyons, 1972 - Daphnella marmorata Hinds, 1844 - Daphnella mazatlanica Pilsbry & Lowe, 1932 - Daphnella mitrellaformis (Nomura, 1940) - Daphnella monocincta Nowell-Usticke, 1969 - Daphnella nobilis Kira, 1959 - Daphnella olyra (Reeve, 1845) - Daphnella omaleyi (Melvill, 1899) - Daphnella ornata Hinds, 1844 - Daphnella patula (Reeve, 1845) - Daphnella peripla (Dall, 1881) - Daphnella pernobilis Habe, 1962 - Daphnella pessulata (Reeve, 1843) - Daphnella pluricarinata (Reeve, 1845) - Daphnella pompholyx (Dall, 1889) - Daphnella psila Suter, 1908 - Daphnella pulviscula Chino, 2006 - Daphnella radula Pilsbry, 1904 - Daphnella recifensis Barnard, 1958 - Daphnella reeveana Deshayes - Daphnella reticulosa (Dall, 1889) - Daphnella retifera (Dall, 1889) - Daphnella retusa McLean & Poorman, 1971 - Daphnella rissoides (Reeve, 1845) - Daphnella sandwicensis Pease, 1860 - Daphnella semivaricosa Habe & Masuda, 1990 - Daphnella sigmastoma Hedley, 1922 - Daphnella souverbiei (Smith Y. A., 1882) - Daphnella stegeri McGinty, 1955 - Daphnella stiphra Verco, 1909 - Daphnella terina Melvill & Standen, 1896 - Daphnella thiasotes (Melvill & Standen, 1896) - Daphnella ticaonica (Reeve, 1845) - Daphnella tosaensis Habe, 1962 - Daphnella varicosa (Souverbie & Montrozier, 1874) - Daphnella wui Chang, 2001 |